# Клоччі Андрій Васильович
Клоччі (Клоччя) Андрій Васильович (справжнє прізвище — Левицький) (10 (23) жовтня 1905, м. Сураж, тепер Брянської області — 8 грудня 1972, Донецьк) — український письменник, літературний критик, член Національної спілки письменників України.

## Творчий доробок
Перші оповідання про життя робітників надрукував 1925. Був членом літературної організації «Молодняк». З 1931 виступав як літературний критик. Автор статей і книг про донецьких письменників.
Клоччі Андрій Васильович — автор критико-біографічних нарисів «Павло Безпощадний», «Ілля Гонімов», збірника статей «Навколо свої люди», збірок оповідань «Шахтарське», «На 117-му сажні», «Героїка». Як літературний і театральний критик друкувався в газетах «Радянська Донеччина», «Літературна Україна», журналах «Дніпро», «Донбас» та ін.

## Нагороди
Нагороджений медалями.